# 济南话
濟南話，一種漢語官話方言，系属冀鲁官话石济片聊泰小片，分佈在中國山東濟南市區及周邊地區。

## 音系

### 声母
据《济南方言词典》，济南话有声母25个：
|        |          | 双唇 | 唇齿 | 齿龈  | 卷舌  | 龈颚  | 软腭 | 声门 |
| ------ | -------- | ---- | ---- | ----- | ----- | ----- | ---- | ---- |
| 鼻音   | 鼻音     | /m/  |      | /n/   |       | /ȵ/   | /ŋ/  |      |
| 塞音   | 清不送气 | /p/  |      | /t/   |       |       | /k/  | Ø    |
| 塞音   | 清送气   | /pʰ/ |      | /tʰ/  |       |       | /kʰ/ | Ø    |
| 擦音   | 清       |      | /f/  | /s/   | /ʂ/   | /ɕ/   | /x/  |      |
| 擦音   | 浊       |      | /v/  |       | /ʐ/   |       |      |      |
| 塞擦音 | 清不送气 |      |      | /t͡s/  | /ʈ͡ʂ/  | /t͡ɕ/  |      |      |
| 塞擦音 | 清送气   |      |      | /t͡sʰ/ | /ʈ͡ʂʰ/ | /t͡ɕʰ/ |      |      |
| 边近音 | 边近音   |      |      | /l/   |       |       |      |      |
与普通话的不同之处有（曹志耘，1991）：
1. 普通话零声母开口呼字（如：爱、袄），在济南话中有 /ŋ, Ø/ 两种读音，读Ø者有轻或重的摩擦。使用 /ŋ/ 者随年龄降低而减少。
2. 普通话 /ʐ/ 声母合口呼字（如：褥、弱），济南话有 /l, ʐ/ 两种读音。使用 /l/ 者随年龄降低而减少。
3. 普通话零声母合口呼字（如：五、袜），济南话有 /v, ʋ, Ø/ 三种读音。
4. 普通话 /ʦ, ʦʰ, s/ 声母字，在济南话中有 /ʦ, ʦʰ, s/ 和 /tθ, tθʰ, θ/ 两种读音。读后者的人多为年轻男性，发音时舌尖外露程度不一。

### 韵母
据《济南方言词典》，济南话有基本韵母38个：
| ɿ | ʅ | əɻ | a  | ə  | ɛ  | ei  | ɔ  | ou  | ã  | ẽ  | aŋ  | əŋ | ŋ̍ |
| i |   |    | ia | iə | iɛ |     | iɔ | iou | iã | iẽ | iaŋ | iŋ |   |
| u |   |    | ua | uə | uɛ | uei |    |     | uã | uẽ | uaŋ | uŋ |   |
| y |   |    |    | yə |    |     |    |     | yã | yẽ |     | yŋ |   |

### 声调
根据钱曾怡（1963）：
| 声调   | 阴平      | 阳平    | 上声      | 去声    |
| ------ | --------- | ------- | --------- | ------- |
| 济南话 | ˨˩˧ (213) | ˦˨ (42) | ˥˥ (55)   | ˨˩ (21) |
| 普通话 | ˥ (55)    | ˧˥ (35) | ˨˩˦ (214) | ˥˩ (51) |
清入归阴平。

## 词汇
- 老师——除本意外，亦是济南话特有的第二人称称呼，通常加儿化变成“老师儿”。用作与不认识的人谈话时的起始代词。例：老师儿，这个怎么卖的/问个路/你这衣服杠好看来。
- 楞——读三声，意为特别。例：那个电影楞有意思。/ 这个游戏楞好玩。
- 杠——同“楞”。
- 赛——指有趣，好玩，不赛一般指事情或人离谱，没意思。例：这个小品太赛了！ / 你这人杠不赛来。/ 楞赛。
- 尔立——很好，不错。
- 滋洇滋洇——一指慢慢喝酒，二指用水润湿脸、嘴等皮肤外层或喉咙。
- 丝孬——指食物变质，起初指变质后食物里的丝状物质，后泛指变质物体。
- 拾漏冒儿——指钻空子得了便宜。例：韩鹏这个球绝对是拾了个漏冒儿。
- 哩哏儿棱——指装糊涂，办事敷衍。 例：别给我来这套哩哏儿棱，作业不写完别出门。
- 腻歪——指使人厌烦和无休止的纠缠。
- 没没答答的——指对事情漫不经心，不置可否的态度。（没读木，阳平）
- 木乱——指心绪很乱，理不出头绪来而烦躁不安。如说身体部位木乱，则指该部位既不是疼，也不是酸麻，但又好像有点什么似的。又指某人的动作令人烦躁不安。 例：别在我跟前唆噫，杠木乱来。
- 私孩子——骂人话，意思相当于普通话的“私生子”，但语境相对温和。
- 唆噫——指调皮，略带贬义。例：这个孩子杠唆噫来。
- 半吊——意指说话做事不正经、行为举止怪异、爱出洋相的人。
- 估摸——指猜测，估计的意思。 也做亩量。例：我估摸（亩量）着时间也快到了。
- 拔腚——指滚开。据说此词来源于“起锚拔锭”，有开船走人的意思。是一中性词，后演变为骂人的话，通常作为使令动词使用。
- 秫米——指办事不利索，好事办瞎了，还含有不懂事，说话不当之意思；或运气不好，遇事不顺利，令人郁闷。如：我今天把钱包丢出租车上了，楞秫米的慌。
- 的慌——句尾助词，“得很”。参见上条。
- 捞么——指占便宜。如：我都让你5块钱了，你还想捞么啊？
- 拉呱儿——指聊天说话。
- 散了——除本意外，也有“算了”的意思。
- 甜么索的——指一个人嬉皮笑脸，故意讨好的样子。也指食物有甜味但不好吃。
- 瞎包——指不学好，没出息，不成气。
- 龙弯——指圆环状的东西不圆了，特指自行车轮胎钢圈。
- 死孙——指办事不灵活呆板的人。
- 演道——装蒜，逢场作戏。例：你演道么啊你？
- 刺挠——指讽刺挖苦人。也指身体发痒。
- 黑乎——威胁（别人）。
- 毛哥儿——指外行不懂事。
- 拽文——指假充斯文。
- 不办——水平、实力不够（但“办”字不单独使用）。例：你不办！看我的！
- 来——语气词，用在句尾，与“呢”较为相近。例：这事闹得还挺大来。
- 么——济南人最常用的词，指什么。如：你干么来？就是“你干什么呢？”的意思
- 将就——凑合的意思。如：你就将就将就吧！咱就这条件。
- 咬憋嘴——指不顺嘴，不好念。如：这绕口令真咬憋嘴啊！
- 崩没根儿——指说不着边儿的话，吹牛的意思。（读音 beng mu genr）
- 将将的——指刚刚的。如：我也就是将将的够着这球板。
- 道划儿人——指撺啜别人干某件事情，有欺骗别人的意思。如：你别听他那套，他净道划儿人玩！
- 么一套——“这本书写的都是么一套啊！”就是“这本书写的都是什么玩意啊！”的意思。
- 紧自——指进一步加重的意思。如：我紧自就没钱了，这又病了！
- 不的——不然。如：要不的这事咱这么办吧？
- 胡而马约的——指敷衍了事。如：你别给我胡而马约的，这事你说明白了再走！
- 曲里拐弯的——不直的意思。如；这是个么道啊？曲里拐弯的，这么难走！
- 使的慌——劳累。如：俺不干俩，俺怪使的慌~歇歇不行啊？现代济南人大多直接说“累得慌”。
- 蝎虎帘子——壁虎或是四脚蛇之类的生物。
- 啰啰的么啊——“说的什么啊”的意思。
- 扑拉——用手拍打。如：你看你身上脏的，赶紧扑拉扑拉那灰！
- 干么吃的——责怪、训斥别人时所说的话，稍带有侮辱性质。如：连作业都写不完，你干么吃的！
- 硌磨——指斤斤计较。如：这人真烦人啊，硌磨起来没完了！
- 蹀躞——指脸色阴沉难看。如：他整天蹀躞着个脸。（读音 die xie）
- 草鸡——意思是蔫了，没办法了，无可奈何了。如：你别看他楞横，真动了手他就草鸡了。/今天把我累草鸡了。
- 恶囊——（某事物）恶心，尤指粘液状物体。恶：字音wo，声调三声。
- 点化儿——（施予者略带开玩笑成分）欺骗。如：这唆噫孩子今天点化儿我，说15路车改了道儿俩。
- 洋货儿——显摆。如：你今天穿的杠洋货儿来。